# 騾馬市駅
騾馬市駅（らばし-えき）は中華人民共和国四川省成都市青羊区に位置する成都軌道交通1号線、4号線の駅である。

## 駅構造
- 両線とも島式ホーム1面2線の地下駅。

## 歴史
- 2010年9月27日 - 1号線営業開始。
- 2015年12月26日 - 4号線営業開始。

## 隣の駅
成都軌道鉄道
■1号線
文殊院駅 - 騾馬市駅 - 天府広場駅
■4号線
太昇南路駅 - 騾馬市駅 - 寛窄巷子駅
座標: 北緯30度40分08秒 東経104度03分47秒 / 北緯30.6689度 東経104.0631度